# Dardus abbreviatus
Dardus abbreviatus är en insektsart som först beskrevs av Gutrin-mtneville 1838.  Dardus abbreviatus ingår i släktet Dardus och familjen Eurybrachidae. Inga underarter finns listade i Catalogue of Life.